# 低アルブミン血症
低アルブミン血症（ていアルブミンけっしょう）とは、医学用語のひとつで、ヒト血漿においてアルブミンの濃度が異常に下がることをいう。種々の低蛋白血症のひとつ。
アルブミンはヒト体内における主要な蛋白のひとつであり、血清においては蛋白のおよそ60%を占める。多くのホルモン、薬剤や分子化合物は血中でアルブミンと結合している。生物学的に活性を示すにはアルブミンから分離する必要がある。一例として、カルシウムはアルブミンと結合しており、低アルブミン血症は血中カルシウムイオンの増加をきたす。

## 原因
アルブミン合成能低下、アルブミン喪失、アルブミン原料の不足といったことが原因となる。

1. アルブミンとプレアルブミンは肝臓で合成される。低アルブミン血症は肝臓の疾患である慢性肝炎、肝硬変、肝不全、ウィルソン病などを示唆していることがある。
2. 尿にアルブミンを漏出した結果,低アルブミン血症を来すこともある。これは糸球体の障害を示唆する可能性があり、慢性腎臓病、糖尿病性腎症、ネフローゼ症候群といった疾患の可能性を示唆する。
3. 低アルブミン血症は慢性的な栄養失調の結果である可能性もある。

## 症状
低アルブミン血症は浸透圧、特に膠質浸透圧の低下を来し、この膠質浸透圧が低下するため、循環血漿量が維持できずに水分が間質に流出（濾出）してしまい、浮腫を来すことがある。下肢の浮腫は圧痕を伴うことが多い。(pitting edema と呼ばれる)

## 検査
血清中アルブミンは、一般的な肝機能検査でしばしば測定される。日本ではスクリーニング検査に含まれていることが多い。正常範囲は3.5 g/dL以上。

## 治療
原疾患の治療が優先されるが、緊急性を要する低アルブミン血症の場合、献血アルブミン製剤が経静脈投与されることがある。アルブミンなどの蛋白質は胃で分解されるため、経口投与は不能。